# Aiolos
Aiolos er i græsk mytologi gud for alle vinde. Han er søn af Poseidon. Han bor ikke på Olympen med de andre guder, men holder sig for sig selv. Han kan dog godt blande sig i gudernes affærer, hvis han anser det for påkrævet. Et eksempel herpå er blandt andre i fortællingen om Jason og Argonauterne.
Aiolos har lagt navn til udtrykkene æolisk (stormfuld) og æolsharpe (vindharpe).

## Æolus
I romersk mytologi er Aiolos optaget som Æolus eller Aeolus.
Han optræder flere gange hos de romerske forfattere som Vergil. Han bor i den grotte på De Lipariske Øer (de æoliske øer). I Æneiden hjælper han Juno i kampen mod Æneas, da han sender trojanernes skib ud af kurs, så det rammer Karthago. I Holbergs digt om Peder Paars slipper Æolus vinde, der bringer Paars ud af kurs.
- Wikimedia Commons har flere filer relateret til Aiolos

| Mytologi | Spire Denne artikel om mytologi er en spire som bør udbygges. Du er velkommen til at hjælpe Wikipedia ved at udvide den. |